# Paquetá
Paquetá là một đô thị thuộc bang Piauí, Brasil. Đô thị này có diện tích 448,457 km², dân số năm 2007 là 4555 người, mật độ 10,16 người/km².